# Institut géorgien d'Athènes
L'Institut géorgien d'Athènes (géorgien : ათენის ქართული ინსტიტუტი, grec moderne : Γεωργιανό Ινστιτούτο Αθηνών) est un institut archéologique géorgien basé à Athènes, en Grèce. Il fait partie des nombreux instituts archéologiques étrangers établis en Grèce et autorisés à effectuer des fouilles archéologiques dans le pays.
L'institut est créé en 1997. Sa mission comprend non seulement l'étude de l'antiquité mais également toutes sortes d'échanges culturels entre la Grèce et la Géorgie. Le directeur actuel de l'institut est Avtandil Mikaberidze.